# Linda Maria Baros
Linda Maria Baros (6 d'agost de 1981, Bucarest, Romania) és una poetessa, traductora i crítica en llengua francesa i romanesa.

## Obres
Linda Maria Baros va començar a escriure poesia als vuit anys. Va fer el doctorat en literatura comparada a la Universitat de la Sorbona, França, i a la Universitat de Bucarest (Romania). Viu a París.
Ha estat guanyadora d'un dels Premis de Poesia més importants de França, el Premi Guillaume Apollinaire 2007, i convidada a diversos festivals internacionals de literatura, com el Poetry International de Rotterdam el 2008 o Le Printemps des Poètes, Lectures sous l'Arbre, Paris en toutes lettres, Biennale de la poésie el 2009.

### Poesia
- 2001 - Amurgu-i departe, smulge-i rubanul !, Bucarest, Romania
- 2003 - Poemul cu cap de mistret, Editura Vinea, Bucarest, Romania
- 2004 - Le Livre de signes et d'ombres, Cheyne Éditeur, França ISBN 9782841160969
- 2006 - La Maison en lames de rasoir, Cheyne Éditeur, França, reediccion 2008 ISBN 9782841161164[6]- Premi Guillaume Apollinaire
- 2009, L'Autoroute A4 et autres poèmes, Cheyne Éditeur, França ISBN 9782841161478

### Poesia - edicions
- al búlgar - Къща от бръснарски ножчета, traducció Aksinia Mihailova, Bulgarian Foundation for Literature, Sofia, Bulgària, 2010 ISBN 9789789546770[7]
- al romanès - Casa din lame de ras, Editura Cartea Româneasca, Bucarest, Romania, 2006 ISBN 9732316020[8] - Premi de Poesia, Festival Antares (2006), Premi Nacional de Poesia Ion Minulescu (2008).

### Teatre
- 2002, A venit la mine un centaur..., Meta, Bucarest
- 2003, Marile spirite nu se ocupă niciodată de nimicuri, Editura Muzeul Literaturii Române, Bucarest

### Crítica
- 2005, Passer en carène, Editura Muzeul Literaturii Române, Bucarest
- 2005, Les Recrues de la damnation, Editura Muzeul Literaturii Române, Bucarest

## Manual de la literatura
- El poema Els cavalls de mines de Linda Maria Baros es va incloure en Limba si literatura româna. Manual de clasa a XII-a (Manual de la llengua i la literatura romanesa. Collegis), editor Doina Rusti, Editura Paralela 45, Romania, 2007.

## Premis
- 2001, Premi de traducció Les Plumes de l'Axe, França.[9]
- 2001, Premi de traducció d'Acadèmia Internacional Mihai-Eminescu, Romania.[9]
- 2004, Premi de la Vocació en poesia, França[10]
- 2006, Premi Guillaume Apollinaire Prix Guillaume Apollinaire, França[11]